# Jonathan W. Greenert

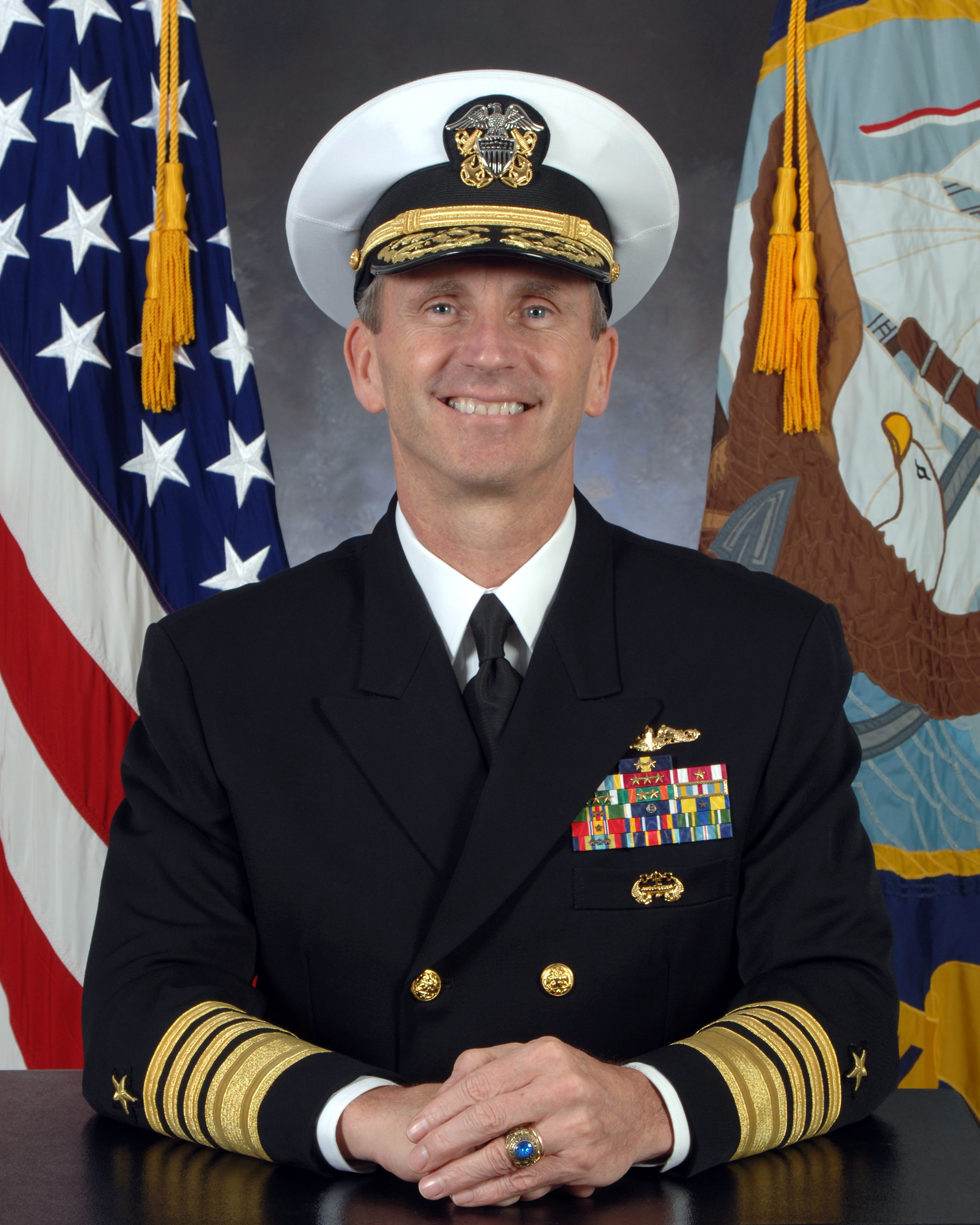
Greenert (2007)

Jonathan W. Greenert (* 15. Mai 1953 in Butler, Pennsylvania) ist ein ehemaliger Admiral der US Navy. Vom 23. September 2011 bis zum 18. September 2015 diente er als Chief of Naval Operations.

## Militärische Laufbahn
Greenert schloss 1975 die US Naval Academy in Annapolis, Maryland, mit einem Bachelor of Science in Ocean Engineering ab und wurde anschließend zum Atom-U-Boot-Offizier ausgebildet.
Er wurde auf mehreren Booten eingesetzt, darunter als Materialelektronik-Offizier an Bord der Flying Fish, auf der Tautog als Operations-/Elektrikoffizier und auf der NR-1 Deep Submergence Craft als Maschinenoffizier. Auf Michigan übernahm er den Posten des Executive Officer der Gold Crew und im März 1991 schließlich sein erstes Kommando auf der Honolulu.
Nach dem Dienst auf See diente Greenert als Kommandeur der U-Boot-Staffel 11 und als Westküsten-Vertreter des Kommandeurs der U-Bootkräfte Pazifik vom Juli 1996 bis zum Juni 1997. Im Juli 1997 wurde Greenert dann nach Yokosuka in Japan versetzt und diente dort als Chef des Stabes der 7. US-Flotte. Während dieser Verwendung wurde er zum Rear Admiral befördert und übernahm anschließend vom Oktober 1998 bis zum Dezember 1999 den Posten des Repräsentanten des Kommandeurs des US Pacific Command in Mikronesien und war zugleich Kommandeur der US-Navy-Kräfte auf den Marianen. Im Januar 2000 übernahm er den Posten des Direktors der Operationsabteilung des US-Navy-Büros für Rechnungswesen. Vom August 2002 bis zum Juli 2004 diente Greenert als stellvertretender Chef des Stabes der US-Pazifikflotte unter Admiral Walter F. Doran im Marinestützpunkt Pearl Harbor. Anschließend wurde er abermals nach Japan versetzt, wo er am 6. August 2004 das Kommando über die 7. US-Flotte, zuständig für den westlichen Pazifik und den Indischen Ozean, mit Sitz in Yokosuka übernahm.
Zurück in den Vereinigten Staaten diente Greenert ab 2006 im Verteidigungsministerium der Vereinigten Staaten als stellvertretender Chief of Naval Operations, zuständig für Integration von Möglichkeiten und Ressourcen (N8) im Hauptquartier der US Navy unter dem Kommando von Admiral Michael G. Mullen. Am 29. September 2007 übernahm er in Norfolk, Virginia, das US Fleet Forces Command von Gary Roughead. Im April 2009 wurde er für den Posten des Vice Chief of Naval Operations nominiert. Seinen Posten im US Fleet Forces Command übernahm Admiral John C. Harvey junior.
Am 13. August 2009 übernahm Greenert von Patrick M. Walsh den Posten des Vice Chief of Naval Operations. Im Juni 2011 schlug Verteidigungsminister Robert Gates offiziell vor, Greenert als neuen Chief of Naval Operations zu nominieren. Am 23. September 2011 trat er die Nachfolge von Admiral Gary Roughead in diesem Amt an.

## Auszeichnungen
Auswahl der Dekorationen, sortiert in Anlehnung der Order of Precedence of the Military Awards:
- Navy Distinguished Service Medal (3 ×)
- Defense Superior Service Medal
- Legion of Merit (4 ×)
- Meritorious Service Medal (2 ×)
- Navy & Marine Corps Commendation Medal (4 ×)
- Navy & Marine Corps Achievement Medal (3 ×)
- National Defense Service Medal (2 ×)
- Global War on Terrorism Service Medal
- Japanischer Orden der Aufgehenden Sonne